# Valdštejnova alej
Valdštejnova alej (nebo také Lipová alej) spojuje město Jičín s osadou Sedličky, kde se nachází Valdštejnův letohrádek Lodžie. Alej vede podél silnice směřující z Jičína do Lomnice nad Popelkou.
Alej byla založena na přání vévody Albrechta z Valdštejna v roce 1631. Vede z Jičína k Valdštejnově lodžii, letohrádku v parku zvaném Libosad. Čtyřřadá alej o délce 1825 m byla vysázena 1152 lip malolistých s odstupem 6 m, v současnosti alej tvoří jen 986 stromů. Ani tyto stromy nejsou původní z doby Valdštejna, neboť alej byla průběžně obnovována dosazováním a průměrné stáří stromů je okolo 100 let.
Alej byla částí krajinářských úprav architekta Nicolo Sebregondi, které měly doplňovat velkorysou přestavbu Jičína na hlavní město frýdlantského vévodství.
Lipovou alejí vedou dvě stezky pro chodce a cyklisty, jedna asfaltová a druhá sypaná štěrkem. Při postavení mezi stezky a pohledu na Jičín je vidět Valdická brána.

## Turistika
Valdštejnovou alejí je vedena část Zlaté stezky Českého ráje.